# Al-Dżifara
Al-Dżifara (arab.  الجفارة, Al-Jifārah) – gmina w Libii ze stolicą w Al-Azizijji. W 2006 roku gminę zamieszkiwało ok. 451,2 tys. mieszkańców.
Graniczy z 3 gminami:
- Trypolis na północnym,
- Az-Zawija na zachodzie,
- Al-Dżabal al-Gharbi na południu.